# 民雄 (藝人)
李民雄（1968年6月9日—），藝名民雄，台灣原住民歌手、演員，出身於屏東縣獅子鄉新路部落的排灣族人。

## 生平
民雄在高二17歲即開始在屏東、高雄一帶的民歌西餐廳駐唱，也因此在因緣際會下認識了當時也在駐唱的藝人康康。當兵入伍前曾和歌手彭佳慧、陳國華等人合組樂團。於2010年8月上衛視中文台一袋女王節目時，提及當兵時期服役於中華民國陸軍空特部空投連。退伍後北上發展，曾在節目提及擔任過張宇的製作助理，爾後在1999年發行個人首張創作專輯《跟著月亮走》。然而發展不甚順遂，在欲放棄返鄉之際，受到當時同公司的前輩蔡琴引薦下，參與果陀劇場歌舞劇《看見太陽》並擔任男主角。
在2008年參與電影海角七號前仍有在演藝圈裡上綜藝節目，並於pub駐唱多年。民雄因國片海角七號的成功而受到更多的矚目。
與芳芳於2015年1月登記再婚，2015年3月21日舉辦婚宴。由民雄的兩個女兒與老婆芳芳的兩個兒子扮演花童，組成一個大家庭。

## 音樂作品

### 專輯
- 《跟著月亮走》（1999年發行）

### 單曲
- 《看見太陽》（2001年）（與王柏森、林佳儀、左筠合唱）
- 《甜蜜的家》（2008年）[2][3]（大愛劇場 - 我的尪我的某片頭曲）

### 迷你專輯
- 《Less and More民雄巴萊》（2012年發行）
- 《男人難當》（2016年發行）

## 主持作品

### 電視節目
- 搖滾祖靈
- 台灣真好康（固定來賓）
- Ina的廚房
- 原夢舞台
- 綜藝菲常讚 第5~9集助理主持
- ILA-部落住一晚

### 廣播節目
- 飛揚調頻89.5（2012年）-「飛揚英雄會」[4]

## 擔任評審
- 成名一瞬間 超級童盟會（擔任評審）

## 舞台劇
- 果陀劇場（2000年）-《看見太陽》（飾演男主角）
- 果陀劇場（2002年）-《城市之光》
- 第四人稱表演域（2007年）-《紅伶》
- 中華民國 精彩一百（2011年）-《老師，您好!》[5]（飾演導師）

## 電影
- 2008年《海角七號》（飾演勞馬）
- 2012年《貧民英雄》（飾演拐也）
- 2017年《52 Hz I Love You》（飾演樂團鍵盤手）

## 電視劇
| 年份   | 頻道             | 劇名                    | 飾演       |
| ------ | ---------------- | ----------------------- | ---------- |
| 2001年 | 公視             | 我的名字叫蓮花          |            |
| 2005年 | 原視             | 獵人                    |            |
| 2009年 | 原視             | 蘭嶼行醫記              |            |
| 2009年 | 公視             | 痞子英雄                | 假殺手     |
| 2010年 | 大愛電視台       | 苧麻與漂流木            | 馬源泉     |
| 2011年 | 台視             | 田庄英雄                | 孫勇志     |
| 2012年 | 大愛電視台       | 山RXAY                  | 文豪       |
| 2013年 | 三立都會台       | 就是要你愛上我          | 張鐵雄     |
| 2014年 | 三立台灣台       | 熱海戀歌                | 阿強       |
| 2015年 | 樂視網           | PMAM之慾望俱樂部        | 老闆       |
| 2015年 | 民視             | 星座愛情雙魚女          | 巴霧不浪   |
| 2016年 | 台視             | 必勝練習生              | 趙宣男     |
| 2016年 | 東森超視         | 惡作劇之吻              | 老師       |
| 2017年 | 中國大陸         | 電競高校                | 秦自強     |
| 2018年 | 台視、TVBS歡樂台 | 女兵日記                | 沈彼得     |
| 2018年 | 台視、TVBS歡樂台 | 女兵日記女力報到        | 沈彼得     |
| 2019年 | TVBS歡樂台、中視 | 女力報到－小資女上班記  | 沈彼得     |
| 2020年 | TVBS歡樂台、中視 | 女力報到－愛神出任務    | 沈彼得     |
| 2020年 | TVBS歡樂台、中視 | 女力報到－最佳拍檔      | 沈彼得     |
| 2020年 | TVBS歡樂台、中視 | 女力報到－正好愛上你    | 沈彼得     |
| 2021年 | TVBS歡樂台       | 女力報到－愛的故事      | 沈彼得     |
| 2022年 | TVBS歡樂台       | 機智校園生活-必勝高三生 | 孔祥仁     |
| 2022年 | TVBS歡樂台       | 機智校園生活-青春向前衝 | 孔祥仁     |
| 2023年 | 東森超視、華視   | 阿叔                    | 羅新峰     |
| 2023年 | 東森戲劇台       | 生命捕手                | 村長       |
| 2024年 | 東森戲劇台       | 生命捕手2               | 村長       |
| 2024年 | TVBS歡樂台       | 完全省錢戀愛手冊        | 張展鵬     |
| 2024年 | 東森超視、華視   | 阿榮與阿玉              | 顧樂輝     |
| 2025年 | 大愛電視台       | 我們六個                | 資深陳老師 |
| 2026年 | 民視、公視台語台 | 阿松與阿暖              |            |